# Klotar III.
Klotar III. (652. – 673.), kralj Franaka od 657. – 663. godine.
Klotar III. je bio unuk kralja Dagoberta I. Poslije sumnjive očeve smrti on postaje dijete vladar jednog djela Franačke do trenutka 657. godine kada ga plemići proglašavaju jedinim franačkim kraljem. Kako su mu ti gospodari lutaka dali, tako su mu 663. godine i uzeli titulu dajući dio kraljevstva njegovom bratu Hilderiku II.
Nakon sumnjive smrti 673. godine nasljeđuje ga brat Hilderik II.

## Poveznice
- Popis franačkih kraljeva